# Val-des-Monts
Val-des-Monts è un comune del Canada, situato nella provincia del Québec, nella regione di Outaouais.